# عزلة آل عوض (مأرب)

تعديل مصدري - تعديل

عزلة آل عوض هي إحدى عزل مديرية العبدية في محافظة مأرب اليمنية ويبلغ تعداد سكانها 1641 نسمة حسب التعداد السكاني في اليمن لعام 2004.

## روابط خارجية
- الجهاز المركزي للإحصاء بالجمهورية اليمنية
- المركز الوطني للمعلومات باليمن
- World Gazetteer:Yemen
- الدليل الشامل